# Большие Камерлята
Большие Камерлята — опустевшая деревня в Омутнинском районе Кировской области. Входит в Залазнинское сельское поселение.

## География
Находится на расстоянии примерно 13 километров по прямой на восток-северо-восток от районного центра города Омутнинск.

## История
Починок над речкой Малой Белой образовался предположительно на рубеже XIX века. Проживали крестьяне, переселившиеся с починка Шепелинского. В 1811 году в починке проживало 28 человек мужского пола в 3-х семьях. В 1858 году население выросло до 128 человек (10 семей). В 1897 учтено было дворов 21 и жителей 115, в 1926 27 и 153 соответственно. В советское время работал колхоз "Большевик". В 2010 году постоянного населения уже не было, проживал пчеловод с Омутнинска.

## Население
Постоянное население  составляло 3 человека (русские 100%) в 2002 году, 0 в 2010 .